# Швеция на зимних Олимпийских играх 1998
Швеция принимала участие в Зимних Олимпийских играх 1998 года в Нагано (Япония) в восемнадцатый раз за свою историю, и завоевала две серебряные и одну бронзовую медали. Швеция принимала участие во всех зимних олимпиадах.

## Серебро
- Горнолыжный спорт, женщины — Пернилла Виберг.
- Лыжные гонки, 50 км мужчины — Никлас Юнссон.

## Бронза
- Кёрлинг, женщины.